# اس‌ام یوسی-۵۷
اس‌ام یوسی-۵۷ (به انگلیسی: SM UC-57) یک زیردریایی بود که طول آن ۱۶۵ فوت ۹ اینچ (۵۰٫۵۲ متر) بود. این زیردریایی در سال ۱۹۱۶ ساخته شد.